# Burg Siebeneck
Burg Siebeneck ist ein abgegangener Adelssitz in der Gemarkung der Kernstadt Wertheim im Main-Tauber-Kreis in Baden-Württemberg.

## Lage
Das Anwesen lag im Altstadtgebiet nahe der Stiftskirche. Bis Ende der 1850er Jahre stand das eigentümliche Anwesen hinter dem Witt'schen Haus (vormals Ludwig-Moritzsche Hofhaltung) anschließend in Richtung Mühlenstraße. Mit dem Witt'schen Anwesen war es durch ein Spitzbogenpforte als Durchgang zum damaligen Kirchhof verbunden.

## Beschreibung
Das Gebäude, 1558 urkundlich, bestand aus einem rechteckigen Unterbau aus Stein und einem aufgesetzten Fachwerk aus mehreren Geschossen als Siebeneck. Ob das Anwesen je eine Turmburg oder Festes Haus im eigentlichen Sinne war, ist nicht mehr belegbar. 